# Acheilognathus gracilis
Acheilognathus gracilis är en fiskart som beskrevs av Nichols 1926. Acheilognathus gracilis ingår i släktet Acheilognathus och familjen karpfiskar. Inga underarter finns listade i Catalogue of Life.